# Benedicte Find
Benedicte Find (pigenavn  Benedicte Louis-Hansen, født 21. september 1954) er en dansk arkitekt. Hun er en af Danmarks rigeste personer som følge af sit ejerskab af aktier i virksomheden Coloplast, der blev stiftet af hendes forældre.

## Levnedsløb
Benedicte Find er arkitekt og driver sammen med sin mand en designtegnestue, der blandt andet sælger børnemøbler online. Desuden har ægteparret et stutteri på godset Hindevadgaard på Fyn.

## Familie
Benedicte Find er datter af Aage og Johanne Louis-Hansen, stifterne af virksomheden Coloplast, der fremstiller udstyr til brug i sundhedssektoren, og bror til Niels Peter Louis-Hansen. Som en af arvingerne efter sine forældre er Find en af Danmarks rigeste kvinder. Hun ejer omkring 4 % af Coloplasts aktiebeholdning. Det gjorde hende til den 2287.rigeste person i verden ifølge det amerikanske erhvervsmedie Forbes' liste i 2024 og den ottenderigeste dansker på listen (hvor hendes bror indtog listens andenplads).
Benedicte er gift med arkitekt Poul Erik Find.